# Рибалов, Гарольд
Гарольд Уриэль Рибалов (англ. Harold Uriel Ribalow, 1 июля 1919[…] — 22 октября 1982) — американский писатель, редактор и составитель антологий.

## Юные годы и семья
Гарольд Уриэль Рибалов родился в 1918 году в России и иммигрировал в Соединённые Штаты ещё ребёнком. В 1921 году его отец, Менахем Рибалов, основал газету для еврейских иммигрантов под названием «Ха-Доар»; газета печаталась в Нью-Йорке и распространялась по всей стране. У Рибалова и его жены Шошаны родилась дочь Рина Бен-Эфраим и сын Меир З. Рибалов.

## Карьера
Рибалов 30 лет проработал в Israel Bond Organization в Нью-Йорке. Рибалов был спортивным обозревателем газеты Ха-Доар и спортивным редактором Еврейского телеграфного агентства. Он был автором статей для The New York Times Book Review, Commentary, Saturday Review и The Nation. 
Рибалов был членом Еврейской академии искусств и наук.
Артур Херцберг приписывает Рибалову «переоткрытие» писателя Генри Рота, который опубликовал роман «Назовите это сном» в 1934 году и, по-видимому, прекратил литературное творчество. Рибалов нашёл его на ферме в штате Мэн и убедил разрешить новое издание романа. Рибалов написал введение к новому изданию, опубликованному издательством Pageant Books в 1960 году. Годы спустя, когда Роту была присуждена премия Рибалова, названная в честь Рибалова, Рот написал сыну Рибалова, Меиру З. Рибалов: «Спасибо за хвалебные слова. Такие вещи поддерживают во мне жизнь, я уверен: то немногое, что у меня осталось, способное чувствовать, набухает от гордости, как клепки старой бочки, когда она наполнена. Гарольд, которому я так многим обязан, был бы счастлив стать свидетелем этого события».
Рибалов был редактором нескольких сборников еврейских рассказов: «Избранные», «Эта земля, эти люди», «Эти ваши дети» и «Моё имя вслух».
В его честь названа премия Гарольда У. Рибалова.

## Книги
- The Jew in American Sports (1948). В 1983 году New York Jewish Week[англ.] описала The Jew in American Sports как "квинтэссенцию подарка на бар-мицву 1950-х и 1960-х годов"[7][8]
- The World's Greatest Boxing Stories
- Daniel Mendoza, Fighter from Whitechapel (New York: Farrar, Straus, and Cudahy, Inc., 1962)
- Autobiographies of American Jews
- The Great Jewish Books (1952, ред. с Сэмюэлем Капланом)
- Fighting Heroes of Israel
- The History of Israel's Postage Stamps
- What's Your Jewish I.Q.?
- The Tie That Binds, последняя книга Рибалова представляет собой серию интервью с американскими еврейскими писателями[7]